# Thomas Linley (młodszy)
Thomas Linley młodszy (ur. 7 maja 1756 w Bath, zm. 5 sierpnia 1778 w Grimsthorpe w hrabstwie Lincolnshire) – angielski kompozytor.

## Życiorys
Syn Thomasa Linleya starszego. Początkowo uczył się muzyki u ojca, następnie w latach 1763–1768 był uczniem Williama Boyce’a w Londynie. W 1768 roku wyjechał do Florencji, gdzie uczył się u Pietro Nardiniego oraz poznał przebywającego wówczas we Włoszech W.A. Mozarta. W 1771 roku wrócił do Bath, gdzie występował z koncertami. Od 1773 roku koncertował w Theatre Royal przy Drury Lane w Londynie. Utonął podczas rejsu łódką po jeziorze.
Skomponował opery The Duenna, or The Double Elopement (napisana wspólnie z ojcem; wyst. Londyn 1775), The Tempest (wyst. Londyn 1777) i The Cady of Bagdad (wyst. Londyn 1778), anthem Let God Arise na solistów, chór i orkiestrę (1773), oratorium The Song of Moses (1777), około 20 koncertów skrzypcowych.